# Arttjärnen
Arttjärnen är en sjö i Sunne kommun i Värmland och ingår i Göta älvs huvudavrinningsområde. Sjön har en area på 0,323 kvadratkilometer och ligger 123,6 meter över havet.

## Delavrinningsområde
Arttjärnen ingår i det delavrinningsområde (663061-136096) som SMHI kallar för Inloppet i Visten. Medelhöjden är 161 meter över havet och ytan är 27,94 kvadratkilometer. Räknas de 4 avrinningsområdena uppströms in blir den ackumulerade arean 75,75 kvadratkilometer. Kvarntorpsån (Gårdsjöälven) som avvattnar avrinningsområdet har biflödesordning 2, vilket innebär att vattnet flödar genom totalt 2 vattendrag innan det når havet efter 289 kilometer. Avrinningsområdet består mestadels av skog (72 procent). Avrinningsområdet har 0,49 kvadratkilometer vattenytor vilket ger det en sjöprocent på 1,7 procent.